# ISAF-Segel-Weltmeisterschaften 2011
Die 3. ISAF-Segel-Weltmeisterschaften fanden vom 3. bis 18. Dezember 2011 vor Perth an der Westküste Australiens statt. Sie wurden vom Internationalen Segelverband (ISAF) und dem Australischen Segelverband veranstaltet. Zum Segelrevier gehörten die Gewässer vor der Bathers Bay und der Hafen von Fremantle. Perth setzte sich mit seiner Bewerbung unter anderem auch gegen die Bewerbung Kiels durch.
Es wurden Wettbewerbe in den zehn olympischen Bootsklassen ausgetragen, sechs für Männer und vier für Frauen. Erstmals wurde bei Weltmeisterschaften auch ein Wettbewerb als Match-Race veranstaltet. Es nahmen 789 Segler aus 76 Nationen teil.
Die Weltmeisterschaften waren zugleich Hauptqualifikationswettkampf für die Segelwettbewerbe bei den Olympischen Spielen 2012 in London.

## Ergebnisse
Die Platzierungen bei den einzelnen Regatten eines Wettbewerbs wurden in Punkte umgerechnet. Das Ergebnis der schlechtesten Platzierung wurde als Streichergebnis nicht berücksichtigt. Die letzte Regatta, das sog. Medal-Race, zählte doppelt. Die Addition der Punkte bestimmte über die Abschlussplatzierung, wobei das Boot mit der niedrigsten Punktzahl gewann.
Im Match Race-Wettbewerb wurden zunächst zwei Rundenturniere ausgetragen. Die acht besten Boote nach diesen Turnieren ermittelten dann in Viertelfinale, Halbfinale und Finale die Abschlussplatzierung.

### Männer
| Bootsklasse     | Gold                                     | Gold  | Silber                                              | Silber | Bronze                                          | Bronze |
| --------------- | ---------------------------------------- | ----- | --------------------------------------------------- | ------ | ----------------------------------------------- | ------ |
| Windsurfen RS:X | Niederlande Dorian van Rijsselberghe     | 33 P. | Polen Piotr Myszka                                  | 40 P.  | Israel Nimrod Mashich                           | 52 P.  |
| Laser           | Australien Tom Slingsby                  | 37 P. | Vereinigtes Königreich Nick Thompson                | 56 P.  | Neuseeland Andrew Murdoch                       | 59 P.  |
| 470er           | Australien Mathew Belcher Malcolm Page   | 28 P. | Vereinigtes Königreich Luke Patience Stuart Bithell | 40 P.  | Kroatien Šime Fantela Igor Marenić              | 62 P.  |
| Starboot        | Brasilien Robert Scheidt Bruno Prada     | 45 P. | Deutschland Robert Stanjek Frithjof Kleen           | 61 P.  | Vereinigte Staaten Mark Mendelblatt Brian Fatih | 73 P.  |
| Finn Dinghy     | Vereinigtes Königreich Giles Scott       | 30 P. | Niederlande Pieter-Jan Postma                       | 31 P.  | Vereinigtes Königreich Edward Wright            | 45 P.  |
| 49er            | Australien Nathan Outteridge Iain Jensen | 91 P. | Neuseeland Peter Burling Blair Tuke                 | 112 P. | Dänemark Emil Toft Nielsen Simon Toft Nielsen   | 112 P. |

### Frauen
| Bootsklasse           | Gold                                                                | Gold  | Silber                                                          | Silber | Bronze                                             | Bronze |
| --------------------- | ------------------------------------------------------------------- | ----- | --------------------------------------------------------------- | ------ | -------------------------------------------------- | ------ |
| Windsurfen RS:X       | Israel Lee Korzits                                                  | 31 P. | Polen Zofia Noceti-Klepacka                                     | 33 P.  | Spanien Marina Alabau                              | 45 P.  |
| Laser Radial          | Niederlande Marit Bouwmeester                                       | 49 P. | Belgien Evi Van Acker                                           | 53 P.  | Vereinigte Staaten Paige Railey                    | 71 P.  |
| 470er                 | Spanien Tara Pacheco Berta Betanzos                                 | 28 P. | Vereinigtes Königreich Saskia Clark Hannah Mills                | 40 P.  | Neuseeland Jo Aleh Olivia Powrie                   | 62 P.  |
| Elliott 6m Match-Race | Vereinigte Staaten Anna Tunnicliffe Deborah Capozzi Molly Vandemoer |       | Vereinigtes Königreich Lucy MacGregor Annie Lush Kate MacGregor |        | Frankreich Claire Leroy Élodie Bertrand Marie Riou |        |

## Medaillenspiegel
| Platz | Land                   | Gold | Silber | Bronze | Gesamt |
| ----- | ---------------------- | ---- | ------ | ------ | ------ |
| 1     | Australien             | 3    |        |        | 3      |
| 2     | Niederlande            | 2    | 1      |        | 3      |
| 3     | Vereinigtes Königreich | 1    | 4      | 1      | 6      |
| 4     | Vereinigte Staaten     | 1    |        | 2      | 3      |
| 5     | Spanien                | 1    |        | 1      |        |
|       | Israel                 | 1    |        | 1      |        |
| 7     | Brasilien              | 1    |        |        | 1      |
| 8     | Polen                  |      | 2      |        | 2      |
| 9     | Neuseeland             |      | 1      | 2      | 3      |
| 10    | Belgien                |      | 1      |        | 1      |
|       | Deutschland            |      | 1      |        | 1      |
| 12    | Kroatien               |      |        | 1      | 1      |
|       | Dänemark               |      |        | 1      | 1      |
|       | Frankreich             |      |        | 1      | 1      |